# Memmio Vitrasio Orfito

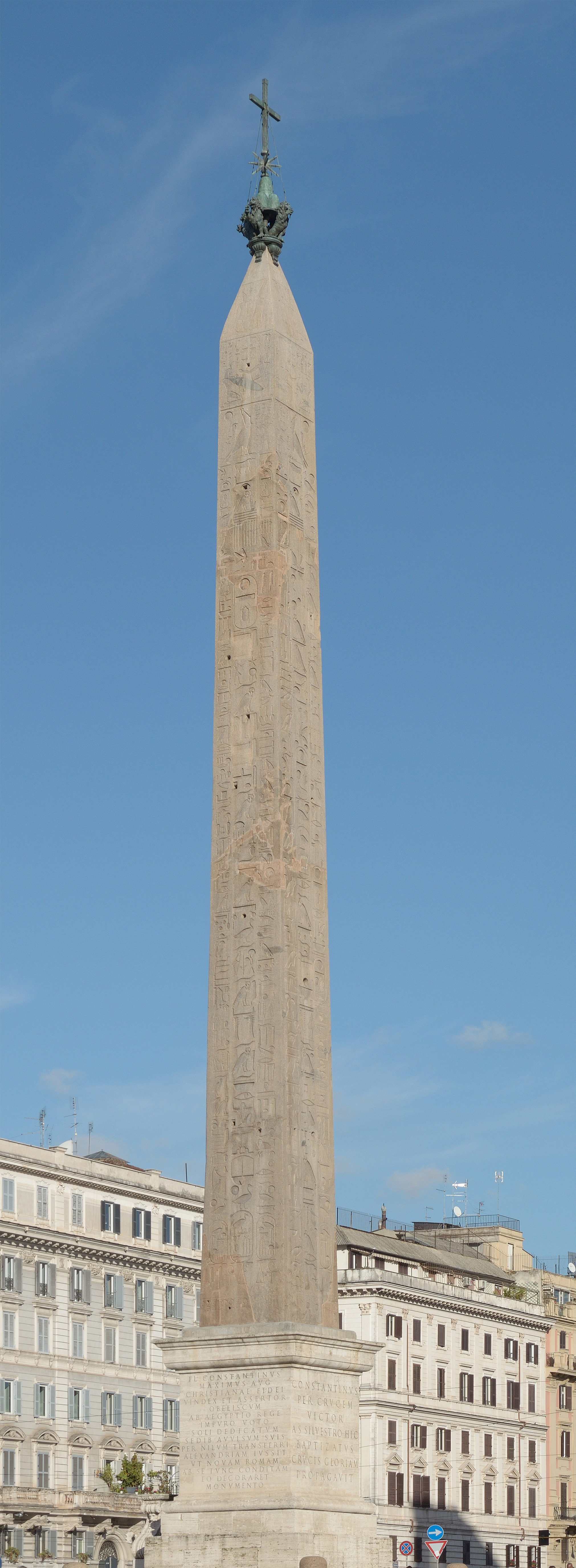
L'Obelisco Lateranense di Roma, eretto da Orfito per volere dell'imperatore Costanzo II nel Circo Massimo durante la sua visita nel 357, in occasione dei propri vicennalia (venti anni di regno), oggi eretto vicino alla basilica di San Giovanni in Laterano

Memmio Vitrasio Orfito Onorio (latino: Memmius Vitrasius Orfitus Honorius; ... – 369 circa) è stato un senatore e alto funzionario dell'Impero romano.

## Biografia
Orfito apparteneva ad una famiglia di rango consolare dall'epoca della dinastia degli Antonini (II secolo), imparentatasi nel III-IV secolo con la gens Cornelia; fu legato alla dinastia costantiniana avendo sposato Costanza, una lontana parente dell'imperatore Costanzo II, da cui ebbe due figlie, una delle quali, Rusticiana, sposò Quinto Aurelio Simmaco, influente scrittore e politico, anche lui esponente dell'aristocrazia senatoriale pagana come Orfito.
Iniziò la propria carriera quando era molto giovane; fu scelto diverse volte come ambasciatore: Costanzo lo inviò in missione presso l'usurpatore Magnenzio nel 352; a sua volta il Senato romano lo aveva inviato all'imperatore per riallacciare i rapporti dopo il sostegno dato all'usurpatore Nepoziano. Fu proconsole d'Africa (il primo nominato da Costanzo dopo che ebbe strappato la provincia a Magnenzio) e praefectus urbi di Roma due volte: la prima volta fu dall'8 dicembre 353 (succedendo a Nerazio Cereale) all'estate 355; la seconda volta fu dal 13 gennaio 357 alla primavera del 359.

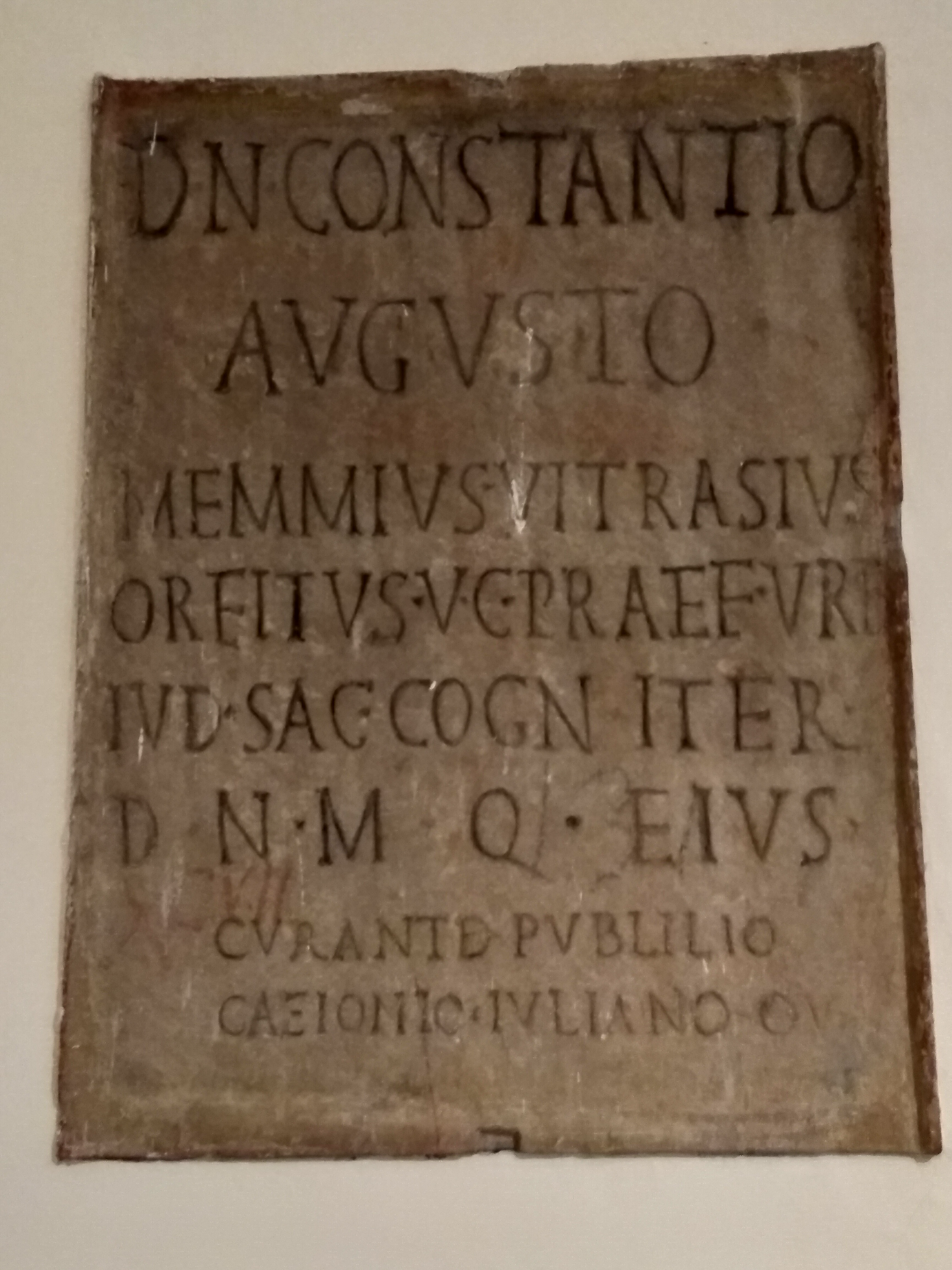
Iscrizione alla base di una statua eretta da Orfito in onore di Costanzo II

Durante i suoi mandati si ebbero diverse rivolte nella città di Roma. Suo genero Simmaco racconta che una sommossa avvenne durante il suo primo mandato a causa della penuria di vino, probabilmente dovuta a degli ammanchi nella arca vinaria, la cassa pubblica per il vino, di cui Orfito era responsabile: Costanzo gli chiese di ripianare il debito e lo sostituì con Flavio Leonzio (355). Durante il suo secondo mandato ricevette l'imperatore Costanzo in visita all'Urbe, nel maggio 357, in occasione dei propri vicennalia (venti anni di regno); nell'inverno successivo curò l'erezione dell'obelisco voluto da Costanzo nel Circo Massimo (l'attuale Obelisco Lateranense). Restaurò pure il Tempio di Apollo Sosiano, sempre durante la seconda prefettura.
Nel 363-364 venne accusato da un panificatore di appropriazione indebita dei fondi dell'annona, la cassa per l'acquisto del grano da donare al popolo: si scoprì che non aveva rifuso il denaro che aveva sottratto all'arca vinaria e fu esiliato, ma l'intercessione di Vulcacio Rufino gli permise di tornare qualche anno dopo, ottenendo indietro anche le proprietà confiscategli (365-366).
Ammiano Marcellino riferisce che si comportava con una arroganza superiore alla carica che aveva. Molte corporazioni di Roma lo onorarono con l'erezione di statue.
Secondo Andreas Alföldi, Orfito potrebbe essere stato il committente della prima serie di contorniati, nel tentativo di opporre una forma di propaganda pagana al dilagante cristianesimo.

### Fonti primarie
- Ammiano Marcellino, Storie, xiv.16.1, xvi.10.4, xvii.4.1,xxvii.3.2, xxvii.7.3.
- CIL VI, 1161,  CIL VI, 1162,  CIL VI, 31395, CIL VI, 1168, CIL VI, 1740, CIL VI, 1741, CIL VI, 17412

### Fonti secondarie
- Barnes, Timothy David, Ammianus Marcellinus and the Representation of Historical Reality,  Cornell University Press, 1998, ISBN 0801435269, pp. 115–116.
- Jones, Arnold Hugh Martin,  John Robert Martindale,  John Morris, "Orfitus 3", The Prosopography of the Later Roman Empire, Cambridge University Press, 1992, ISBN 0521072336, pp. 651–653
- Lançon, Bertrand, Rome in Late Antiquity: Everyday Life and Urban Change, Ad 312-609, Routledge, 2000, ISBN 041592975X, pp. 47, 144.